# Saint-Ouën-des-Toits
Saint-Ouën-des-Toits (sɛ̃.t‿wɛ̃ de twa) ist eine französische Gemeinde mit 1.782 Einwohnern (Stand: 1. Januar 2022) im Département Mayenne in der Region Pays de la Loire. Sie gehört zum Arrondissement Laval und zum Kanton Loiron-Ruillé. Die Einwohner werden Saint-Ouennais und Saint-Ouennaises genannt.
Die Gemeinde erhielt 2022 die Auszeichnung „Zwei Blumen“, die vom Conseil national des villes et villages fleuris (CNVVF) im Rahmen des jährlichen Wettbewerbs der blumengeschmückten Städte und Dörfer verliehen wird.

## Geographie
Saint-Ouën-des-Toits liegt etwa 13 Kilometer nordwestlich von Laval. Umgeben wird Saint-Ouën-des-Toits von den Nachbargemeinden La Baconnière im Norden, Andouillé im Nordosten, Saint-Germain-le-Fouilloux im Osten, Changé im Südosten, Le Genest-Saint-Isle im Süden, Olivet im Südwesten, Port-Brillet im Südwesten und Westen sowie Le Bourgneuf-la-Forêt im Westen und Nordwesten.

## Bevölkerungsentwicklung
| Jahr                       | 1962 | 1968 | 1975 | 1982 | 1990 | 1999 | 2006 | 2019 |
| Einwohner                  | 849  | 769  | 840  | 1093 | 1287 | 1435 | 1668 | 1782 |
| Quellen: Cassini und INSEE |      |      |      |      |      |      |      |      |

## Sehenswürdigkeiten
- Kirche Saint-Ouen, 1889 erbaut
- Burgruine aus dem 12. Jahrhundert
- Closerie (kleiner Bauernhof) Les Poiriers

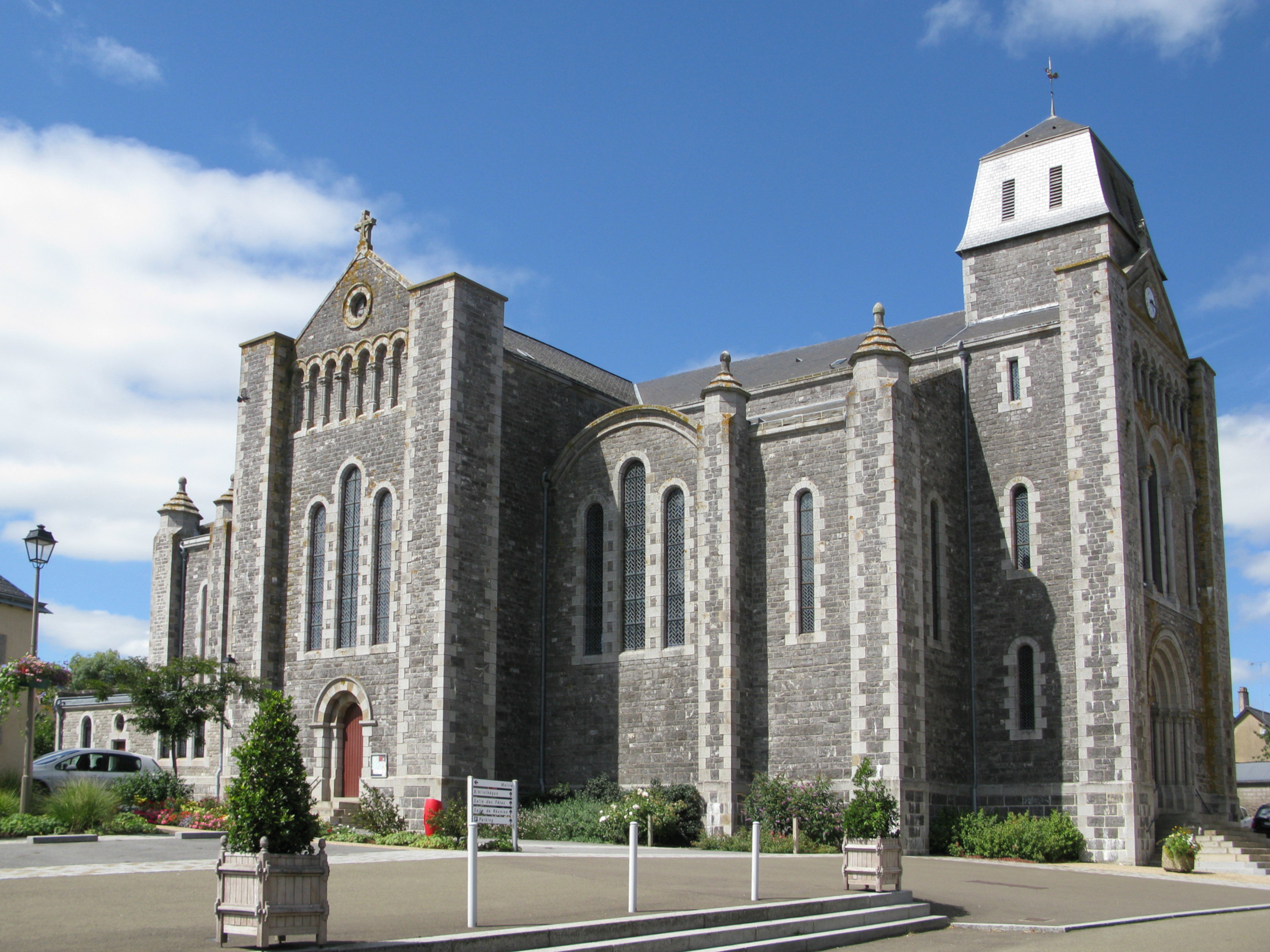
Kirche Saint-Ouen
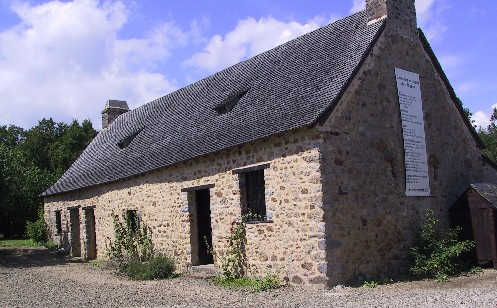
Closerie Les Poiriers

## Persönlichkeiten
- Jean Chouan (1757–1794), Royalist und Konterrevolutionär im Jahr 1793, wohnte in der Closerie Les Poiriers